# Nathans Tod
Nathans Tod ist eine Oper in zwei Akten von Jan Müller-Wieland (Musik) mit einem Libretto von George Tabori nach dessen gleichnamigem Theaterstück und Gotthold Ephraim Lessings dramatischem Gedicht Nathan der Weise. Sie entstand in den Jahren 1999/2000 und wurde am 6. Oktober 2001 im Theater Görlitz uraufgeführt.

## Orchester
Die Orchesterbesetzung der Oper enthält die folgenden Instrumente:
- Holzbläser: zwei Flöten, zwei Oboen (auch Englischhorn), zwei Klarinetten, zwei Fagotte
- Blechbläser: zwei Hörner, zwei Trompeten, drei Posaunen, Tuba
- Pauken, Schlagzeug (ein Spieler): drei Triangeln, Schellenring, Schellentrommel, Peitsche, Fingerzimbeln, fünf Tempelblocks, Glocke
- Harfe
- Celesta
- Streicher: sieben Violinen 1, fünf Violinen 2, vier Bratschen, vier Violoncelli, drei Kontrabässe (fünfsaitig)

## Werkgeschichte
Die Oper war ein Auftragswerk zum 150-jährigen Bestehen des dortigen Theaters in Görlitz. Die Uraufführung am 6. Oktober 2001 wurde von Klaus Arauner inszeniert. Gastspiele gab es u. a. in Dresden, Wiesbaden und der Lessing-Stadt Kamenz.
In diesem Stück stirbt Nathan und jeder, der mit ihm verwandt ist. Die Ring-Parabel des Nathan ist in der Oper nur ein Märchen, das niemand hören will.
Weitere Aufführungen waren am 12. September 2002 im Berliner Konzerthaus und am 7. Februar 2004 im Moskauer Konservatorium.